# Pascale Lebecque
Pascale Lebecque, née le 18 avril 1989, est une archère française spécialiste de l'arc à poulies. Le rang le plus élevé qu'elle a atteint est la quatrième position en juillet 2013.

## Palmarès

### Universiade
- Universiade d'été de 2011 à Shenzhen (Chine) :
  -  Médaille d'or sur l'épreuve par équipes
  - 9e sur l'épreuve individuelle
- Universiade d'été de 2009 à Belgrade (Serbie) :
  - 17e sur l'épreuve individuelle

### Coupe du monde (en salle)
- 6e en individuel à Las Vegas en 2012

### Coupe du monde (en extérieur)
- Médaille d'or de la 1re étape par équipe en 2012
- Médaille d'or de la 1re étape par équipe en 2011
- Médaille d'argent de la 4e étape par équipe mixte en 2011
- Médaille de bronze de la 2e étape par équipe mixte en 2011
- Médaille de bronze de la 2e étape par équipe en 2009

### Championnats du monde (tir en extérieur)
- Médaille de bronze par équipe en 2013
- Médaille d'argent en individuelle en 2011
- 9e par équipe en 2011
- 8e en individuel en 2009
- 10e par équipe en 2009

### Championnats du monde (tir en salle)
- 6e en individuel en 2012
- 6e en individuel en 2009
- Médaille de bronze en individuelle en 2014

### Championnats d'Europe (extérieur)
- Médaille de bronze par équipe en 2012
- 4e en individuel en 2012
- 5e par équipe mixte en 2012
- 17e en individuel en 2010
- 6e par équipe en 2010

### Grand Prix EMAU
- Médaille d'or par équipe mixte en 2013
- Médaille d'or par équipe en 2013
- Médaille d'argent en individuelle en 2011
- Médaille de bronze par équipe en 2011